# Alannah Myles

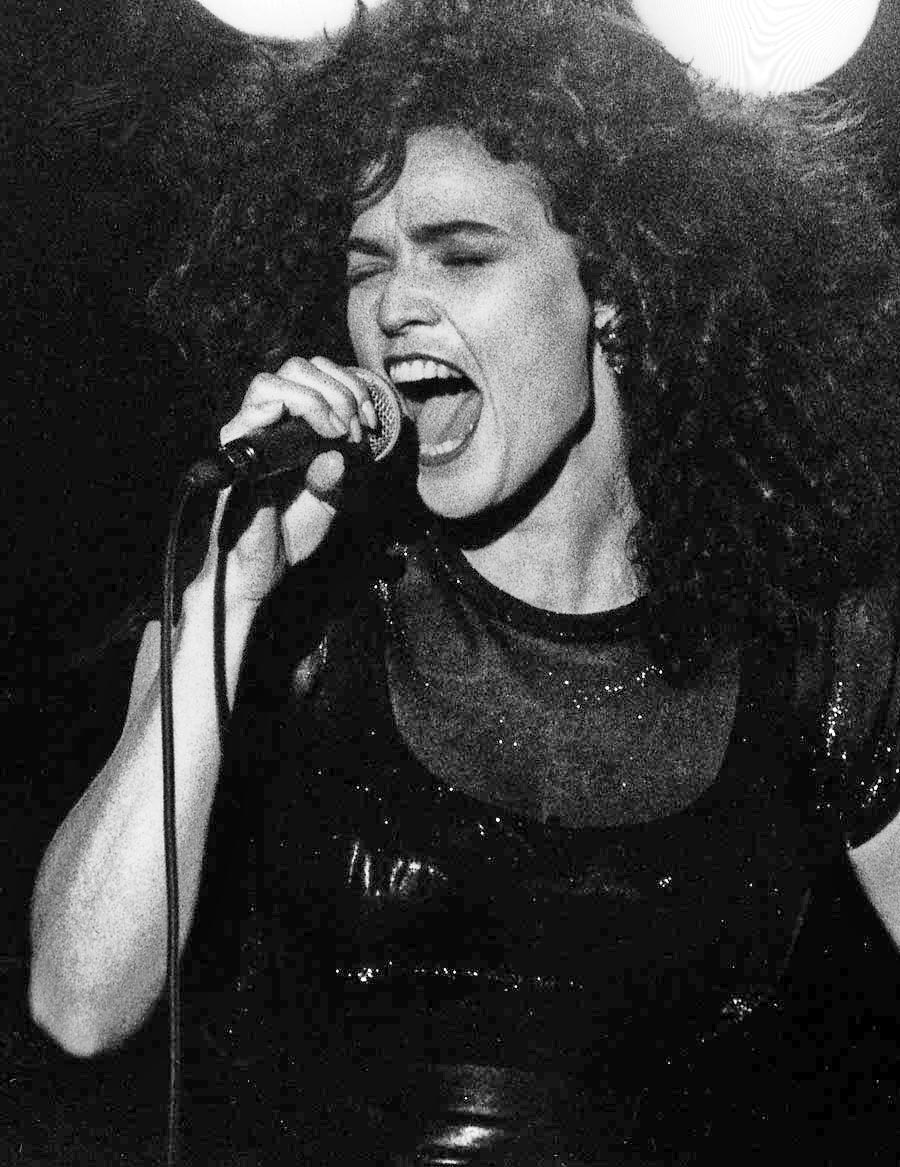
Alannah Myles (2007)

Alannah Myles (* 25. Dezember 1958 in Toronto, Ontario) ist eine kanadische Sängerin und Schauspielerin.

## Biografie
Myles wuchs in Toronto und Buckhorn auf, wo ihre Familie eine Ranch besitzt, auf der sie auch das Reiten erlernte. Ihr erstes Lied schrieb sie mit acht Jahren – ein Song mit dem Titel Ugly Little Cabbage in the Garden (Hässlicher kleiner Kohl im Garten), den sie für ihre Schwester schrieb, um sie zu ärgern. Später verkaufte sie ihr Pferd, um sich eine Gitarre leisten zu können und in Clubs und Cafés aufzutreten.
Ihre Musik ist beeinflusst von anderen kanadischen Musikern wie beispielsweise Joni Mitchell und Leonard Cohen. Zunächst hielten ihre Eltern sie davon ab, eine Musikkarriere zu starten. Als sie 18 wurde, trat sie im Süden Ontarios auf. Schließlich lernte sie Christopher Ward kennen, mit dem sie eine Band gründete, in der gecoverte Songs von Aretha Franklin, Bob Seger und The Pretenders gespielt wurden. Diese Band wurde später durch David Tyson ergänzt. 
Myles versuchte, einige Produzenten für sich zu gewinnen, indem sie eigene Songs als Coverversionen ausgab. Im Oktober 1989 brachte sie die Single Black Velvet heraus, die in sehr vielen Ländern ein Hit wurde, u. a. auch in Kanada. Es war das erfolgreichste Debüt einer kanadischen Sängerin. Allerdings blieb Black Velvet ihr einziger großer internationaler Hit, denn die nachfolgenden Singles Love Is und Lover of Mine konnten nicht an diesen Erfolg anknüpfen.
Myles hat für den Film Prinz Eisenherz den Titelsong What Are We Waiting For im Duett mit Zucchero beigesteuert. Der Song You Love Who You Love zu Gestohlene Herzen mit Sandra Bullock wurde ebenfalls von ihr gesungen. Sie hat auch mit weiteren Künstlern zusammen Songs aufgenommen, z. B. mit Saga Don’t Give Up und mit Nine Below Zero I’ve Never Loved a Man (the Way I Loved You), der mit ihr zusammen in der Royal Albert Hall in London aufgeführt wurde. Ferner hat sie an der Rockoper Nostradamus von Nikolo Kozev, dem Peace Choir gegen den ersten Irakkrieg und einem Tina Turner-Tributealbum (I Can’t Stand the Rain) mitgewirkt und für die Sendung Kick von Premiere den Song Like Flames beigesteuert. 2005 trat sie bei der Vorentscheidung zum Eurovision Song Contest zusammen mit K2 auf. Myles sang auch im Sky Dome von Toronto zur Eröffnung der kanadischen Football-Saison die Nationalhymne.

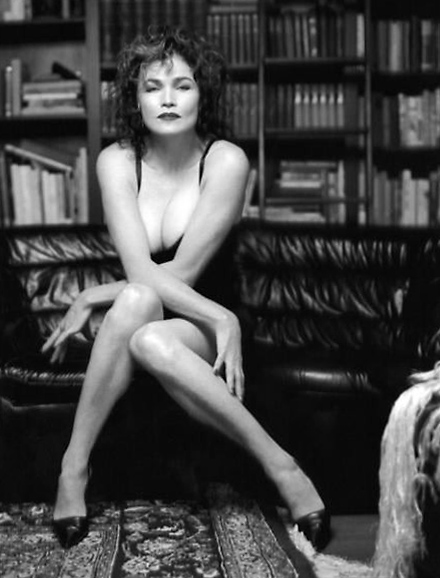
Alannah Myles

Es gibt Mitschnitte (Bootlegs) von Myles zusammen mit Mavis Staples’ Band The Staple Singers live aus dem Diamond Club in Toronto. Im September 2007 erschien ihr Album Black Velvet, das neben zehn neuen Titeln auch eine Neuaufnahme von Black Velvet enthält. Dieser waren jahrelange Rechtsstreitigkeiten mit Atlantic Records vorausgegangen, nachdem Myles 1997 ihren Vertrag mit dem Musiklabel aufgelöst hatte.
Bereits vor ihrer Musikkarriere hat Myles in vielen Werbespots in Kanada mitgespielt. 2001 war sie in der weltweit erfolgreichen kanadischen Serie La Femme Nikita (Staffel 5, Folge 4 All the World’s a Stage) zu sehen. 2006/07 war sie im US-amerikanischen Kabelfernsehen als gastgebende Moderatorin der Mysteryserie Beyond zu sehen.
Alannah Myles trat häufig in kanadischen Clubs und auf Festivals auf und galt als hervorragende Live-Interpretin, bis eine chronische Spondylitis-Erkrankung sie an weiteren öffentlichen Auftritten hinderte. Auf dem Album The Dark Side of the Chant von Gregorian aus dem Jahr 2010 ist Myles bei drei Songs Duettpartnerin. Einer davon ist das Cover Bring Me to Life, das im Original von Evanescence stammt.

## Diskografie

### Alben
| Jahr | Titel         | Höchstplatzierung, Gesamtwochen, AuszeichnungChartplatzierungen (Jahr, Titel, Platzierungen, Wochen, Auszeichnungen, Anmerkungen) | Höchstplatzierung, Gesamtwochen, AuszeichnungChartplatzierungen (Jahr, Titel, Platzierungen, Wochen, Auszeichnungen, Anmerkungen) | Höchstplatzierung, Gesamtwochen, AuszeichnungChartplatzierungen (Jahr, Titel, Platzierungen, Wochen, Auszeichnungen, Anmerkungen) | Höchstplatzierung, Gesamtwochen, AuszeichnungChartplatzierungen (Jahr, Titel, Platzierungen, Wochen, Auszeichnungen, Anmerkungen) | Höchstplatzierung, Gesamtwochen, AuszeichnungChartplatzierungen (Jahr, Titel, Platzierungen, Wochen, Auszeichnungen, Anmerkungen) | Höchstplatzierung, Gesamtwochen, AuszeichnungChartplatzierungen (Jahr, Titel, Platzierungen, Wochen, Auszeichnungen, Anmerkungen) | Anmerkungen                                                   |
| Jahr | Titel         | DE | AT | CH | UK | US | CA | Anmerkungen                                                   |
| ---- | ------------- | --- | --- | --- | --- | --- | --- | ------------------------------------------------------------- |
| 1989 | Alannah Myles | DE2 Platin · (35 Wo.)DE | AT2 Gold · (21 Wo.)AT | CH1 Platin · (29 Wo.)CH | UK3 Gold · (21 Wo.)UK | US5 Platin · (36 Wo.)US | CA1 Diamant · (… Wo.)CA | Erstveröffentlichung: 28. März 1989 Produzent: David Tyson    |
| 1992 | Rockinghorse  | DE53 (11 Wo.)DE | AT40 (1 Wo.)AT | CH16 (11 Wo.)CH | — | — | CA9 ×2Doppelplatin · (… Wo.)CA | Erstveröffentlichung: 13. Oktober 1992 Produzent: David Tyson |
| 1995 | A-lan-nah     | — | — | CH40 (3 Wo.)CH | — | — | CA47 (… Wo.)CA | Erstveröffentlichung: 15. September 1995 Produzent: Pat Moran |
| 1997 | Arival        | — | — | — | — | — | CA40 (… Wo.)CA | Erstveröffentlichung: 1997 Produzent: Pat Moran               |

Weitere Alben
- 2007: Black Velvet
- 2014: 85 BPM

### Kompilationen
- 1998: The Very Best of Alannah Myles
- 2001: Myles & More – The Very Best Of

### Singles
| Jahr | Titel Album                                 | Höchstplatzierung, Gesamtwochen, AuszeichnungChartplatzierungen (Jahr, Titel, Album, Platzierungen, Wochen, Auszeichnungen, Anmerkungen) | Höchstplatzierung, Gesamtwochen, AuszeichnungChartplatzierungen (Jahr, Titel, Album, Platzierungen, Wochen, Auszeichnungen, Anmerkungen) | Höchstplatzierung, Gesamtwochen, AuszeichnungChartplatzierungen (Jahr, Titel, Album, Platzierungen, Wochen, Auszeichnungen, Anmerkungen) | Höchstplatzierung, Gesamtwochen, AuszeichnungChartplatzierungen (Jahr, Titel, Album, Platzierungen, Wochen, Auszeichnungen, Anmerkungen) | Höchstplatzierung, Gesamtwochen, AuszeichnungChartplatzierungen (Jahr, Titel, Album, Platzierungen, Wochen, Auszeichnungen, Anmerkungen) | Höchstplatzierung, Gesamtwochen, AuszeichnungChartplatzierungen (Jahr, Titel, Album, Platzierungen, Wochen, Auszeichnungen, Anmerkungen) | Anmerkungen |
| Jahr | Titel Album                                 | DE | AT | CH | UK | US | CA | Anmerkungen |
| ---- | ------------------------------------------- | --- | --- | --- | --- | --- | --- | --- |
| 1989 | Still Got This Thing Alannah Myles          | — | — | — | — | — | CA28 (… Wo.)CA | Erstveröffentlichung: März 1989                                                                                    |
| 1989 | Black Velvet Alannah Myles                  | DE2 Gold · (27 Wo.)DE | AT2 Gold · (18 Wo.)AT | CH1 (20 Wo.)CH | UK2 Platin · (18 Wo.)UK | US1 Gold · (25 Wo.)US | CA10 (… Wo.)CA | Erstveröffentlichung: Juli 1989 Grammy (Best Female Rock Vocal Performance) Autoren: David Tyson, Christopher Ward |
| 1990 | Love Is Alannah Myles                       | DE45 (12 Wo.)DE | — | — | UK61 (2 Wo.)UK | US36 (13 Wo.)US | CA16 (… Wo.)CA | Erstveröffentlichung: 3. April 1990 Autoren: David Tyson, Christopher Ward                                         |
| 1990 | Lover of Mine Alannah Myles                 | — | — | — | UK78 (2 Wo.)UK | — | CA2 (… Wo.)CA | Erstveröffentlichung: Juni 1990 Autoren: David Tyson, Christopher Ward                                             |
| 1992 | Living on a Memory Rockinghorse             | — | — | — | — | — | CA31 (… Wo.)CA | Erstveröffentlichung: 1992                                                                                         |
| 1992 | Song Instead of a Kiss Rockinghorse         | — | — | — | — | — | CA1 (… Wo.)CA | Erstveröffentlichung: 26. Oktober 1992                                                                             |
| 1992 | Tumbleweed Rockinghorse                     | — | — | — | — | — | CA51 (… Wo.)CA | Erstveröffentlichung: 1992                                                                                         |
| 1993 | Our World Our Times Rockinghorse            | — | — | — | — | — | CA27 (… Wo.)CA | Erstveröffentlichung: 1993                                                                                         |
| 1993 | Sonny Say You Will Rockinghorse             | — | — | — | — | — | CA23 (… Wo.)CA | Erstveröffentlichung: 1993                                                                                         |
| 1995 | Family Secret A-lan-nah                     | — | — | — | — | — | CA10 (… Wo.)CA | Erstveröffentlichung: 1995                                                                                         |
| 1996 | Blow Wind Blow A-lan-nah                    | — | — | — | — | — | CA64 (… Wo.)CA | Erstveröffentlichung: 1996                                                                                         |
| 1997 | Bad 4 You Arival                            | — | — | — | — | — | CA45 (… Wo.)CA | Erstveröffentlichung: 1997                                                                                         |
| 2000 | Like Flames Myles & More – The Very Best Of | DE98 (1 Wo.)DE | — | — | — | — | — | Erstveröffentlichung: 20. November 2000 Autor: Rob Brill                                                           |

Weitere Singles
- 1994: I Never Loved a Man (The Way I Love You) (mit Nine Below Zero)
- 1996: You Love Who You Love
- 1997: What Are We Waiting For (mit Zucchero)
- 1998: Break the Silence
- 2008: Comment Ça Va
- 2014: Can’t Stand the Rain

### Gastbeiträge
- 2010: The Dark Side of the Chant (Album von Gregorian, Beteiligung an drei Liedern)

## Auszeichnungen für Musikverkäufe
| Goldene Schallplatte - Australien - 1990: für die Single Love Is - Dänemark - 1990: für das Album Alannah Myles Platin-Schallplatte - Australien - 1990: für die Single Black Velvet - Dänemark - 2025: für die Single Black Velvet - Finnland - 1990: für das Album Alannah Myles - Schweden - 1990: für das Album Alannah Myles - 1990: für die Single Black Velvet | 2× Platin-Schallplatte - Kanada - 1993: für das Album Rockinghorse - Neuseeland - 2023: für die Single Black Velvet 3× Platin-Schallplatte - Australien - 1996: für das Album Alannah Myles - Neuseeland - 1990: für das Album Alannah Myles Diamantene Schallplatte - Kanada - 1990: für das Album Alannah Myles |

Anmerkung: Auszeichnungen in Ländern aus den Charttabellen bzw. Chartboxen sind in ebendiesen zu finden.
| Land/RegionAuszeichnungen für Musikverkäufe (Land/Region, Auszeichnungen, Verkäufe, Quellen) | Gold     | Platin       | Diamant  | Verkäufe  | Quellen              |
| -------------------------------------------------------------------------------------------- | -------- | ------------ | -------- | --------- | -------------------- |
| Australien (ARIA)                                                                            | Gold1    | 4× Platin4   | —        | 315.000   | aria.com.au          |
| Dänemark (IFPI)                                                                              | Gold1    | Platin1      | —        | 140.000   | ifpi.dk              |
| Deutschland (BVMI)                                                                           | Gold1    | Platin1      | —        | 750.000   | musikindustrie.de    |
| Finnland (IFPI)                                                                              | —        | Platin1      | —        | 59.694    | ifpi.fi              |
| Kanada (MC)                                                                                  | —        | 2× Platin2   | Diamant1 | 1.200.000 | musiccanada.com      |
| Neuseeland (RMNZ)                                                                            | —        | 5× Platin5   | —        | 120.000   | radioscope.co.nz     |
| Österreich (IFPI)                                                                            | 2× Gold2 | —            | —        | 50.000    | ifpi.at              |
| Schweden (IFPI)                                                                              | —        | 2× Platin2   | —        | 150.000   | sverigetopplistan.se |
| Schweiz (IFPI)                                                                               | —        | Platin1      | —        | 50.000    | hitparade.ch         |
| Vereinigte Staaten (RIAA)                                                                    | Gold1    | Platin1      | —        | 1.500.000 | riaa.com             |
| Vereinigtes Königreich (BPI)                                                                 | Gold1    | Platin1      | —        | 700.000   | bpi.co.uk            |
| Insgesamt                                                                                    | 7× Gold7 | 19× Platin19 | Diamant1 |           |                      |

## Filmografie
- 1984: Bei uns und nebenan (The Kids of Degrassi Street, Fernsehserie, eine Folge)
- 1987: Adderly (Fernsehserie, eine Folge)
- 1989: Krieg der Welten (War of the Worlds, Fernsehserie, eine Folge)
- 2001: Nikita (La Femme Nikita, Fernsehserie, eine Folge)
- 2012: Covenant